# Ишояб I
Ишояб I (Арбаистан — 596, Аль-Хира, Наджаф) — патриарх церкви Востока с 582 по 595 год.
Ишояб родился в провинции Бейт Арбайе (Beit 'Arbayē) и получил образование в знаменитой Нисибинской школа в период её расцвета.
После смерти патриарха Езекиеля с одобрения сасанидского шахиншаха Ормизда IV власть перешла к Ишоябу. Сообщение хронистов о том, что Ишояб был отправлен в качестве посла к византийскому императору Маврикию (582 — 602), которому он изложил своё исповедание веры и был принят в церковное общение, возможно не достоверно.
На четвёртом году своего понтификата Ишояб организовал собор в Селевкии, на котором приняло участие 2 митрополита и 20 епископов. Некоторые из епископов отказались участвовать в этом собрании: Симон Нисибийский был сторонником осуждённого на этом соборе Хнаны Адиабенского, Григорий Ревардаширский и его сторонники, возможно, в это время вели борьбу за отделение своей церкви от Селевкии. Принятые этим собором 31 канон имеют большое значение для развития восточного церковного права. Первый канон собора осудил монофизитов. Второй был направлен против Хананы и всех тех, кто отказывался принимать экзегезу Феодора Мопсуестийского. Таким образом, в споре о трёх главах церковь Востока заняла позицию, противоположную большинству церквей христианского мира.
В событиях, последовавших за свержением Ормизда IV — мятеже Бахрама Чубина и приходе к власти Хосрова II, Ишояб не поддержал ни одну из сторон. В результате, после воцарения Хосрова патриарх был вынужден бежать к арабам и скрываться у недавно крестившегося лахмидского правителя Нумана III. Ишояб умер после болезни около Хиры. Его преемником был Сабришо I.